# 艾迪 (演員)
艾迪（英語：Eddie Chen，1954年3月17日—），原名陳小明，活躍於1970－1980年代，金馬影帝，曾經參與邵氏電影，無綫電視和亞洲電視電視劇。

## 背景
艾迪早年在九龍城南角道居住及成長，就讀當年同區的一所小學，繼而升讀位於龍崗道的基督書院，在校時參與過聯校社交活動。他中五畢業後到仍位於花園道時期的香港童軍總會任職初級文員及派遞員，同期曾為應酬母親而投考警員。最終基於興趣而於1973年報讀第3期無綫電視藝員訓練班，然而沒有畢業（只讀了兩個月）。當時有電影公司在他入讀訓練班未滿兩個月之時邀請他試鏡，台灣演員王戎及呂奇於是為艾迪取了「愛敵」一藝名（再微調為國語同音字「艾迪」），寓意「愛你的敵人，便能天下無敵，且成為世界上最叻的人」，後來才改了洋名「Eddie」。艾迪入行初年隨著電影公司相中而踏足電影界，並未打算留在電視界發展。雖然如此，呂奇介紹他為佳藝電視拍攝《隋唐風雲》一劇，於劇中飾演士兵。其後他被佳藝電視和麗的電視編導發掘，結果分別參演了甘國亮的《少年十五二十時》和張之珏的半小時短劇。
為了謀生，艾迪於1976年簽約麗的電視，兩年後簽約無綫電視。他與後者的合約期為3年，包括2年死約及1年生約，主要飾演配角為主。1981年滿約即集中參演電影，1982年憑《邊緣人》的演出獲得第19屆金馬獎最佳男主角。直至1986年，艾迪轉到台灣發展。他於1989年在台湾因拍攝剧集受傷後有感圈内人情冷暖而淡出演艺事业，先於一家台資貿易公司任職初級助理文員數年，再與友人經營貿易生意，然而最後因意見不合而拆夥。艾迪朋友未幾把艾迪的履歷交予一間台資上市公司，公司認為他有不錯的英文基礎，遂決定派他到英國廠房工作。其時，即1997年，尚未再建立家室的艾迪已留台11年；他應公司要求移居英國從事行銷業務。
1999年，艾迪攜同妻兒定居美國，近年主要在美國打理自己的商贸公司（其中一個範疇為醫療用品）。過去20多年間沒有以公众人物方式露面，2011年底再次接受明報周刊訪問，2013年11月23日出席金馬獎頒獎典禮。至2014年，一位影迷把他的近況告知香港電影資料館，漸漸引來香港電影界對他的關注。艾迪繼而復出，接拍翁子光執導的電影《踏血尋梅》。此前，艾迪在美國受洗為基督徒，又參與教會的戲劇演出和編導劇本。現時仍繼續接拍電影，同時兼顧公司業務。

## 個人生活
艾迪的第一任妻子是配音員黃小英。2人於1970年代結婚。育有一子，但在1981年離婚，兒子跟隨黃小英生活。而他後於1998年在英國公幹期間認識現任妻子，兩人結識的契機來自艾迪需要跟美國客戶服務辦公室洽談工作細節，現任妻子正是該辦公室的聯絡人。隨著雙方多了一些接觸，艾迪搬到美國三藩市定居，並與現任妻子結婚。婚後育有一子一女。

## 電影
| 年份   | 片名           | 角色        |
| 1974年 | 女人面面觀     | 張佐治      |
| 1974年 | 瘋狂大笨賊     | 靚仔佳      |
| 1975年 | 巴黎艷遇       |             |
| 1975年 | 神女蕩婦綽頭王 | 阿牛        |
| 1975年 | 墮落經         |             |
| 1976年 | 名女人奇異錄   |             |
| 1977年 | 藝壇照妖鏡     |             |
| 1978年 | 大路強人       |             |
| 1980年 | 投奔天堂       |             |
| 1980年 | 山狗           | 阿華        |
| 1981年 | 小弟滿座       | 徐曼佐      |
| 1981年 | 邊緣人         | 何永潮      |
| 1981年 | 忌廉溝鮮奶     | 楊光        |
| 1981年 | 煲車           | 李國偉      |
| 1982年 | 野狼幫         |             |
| 1982年 | 熱浪           | Martin      |
| 1982年 | 夜驚魂         | Eddy        |
| 1982年 | 衝激21         | 馮志力      |
| 1983年 | 魔胎           | 鄭國權      |
| 1983年 | 邪花劫         | 方先生 Eddy |
| 1983年 | 車魂           | 周文迪      |
| 1983年 | 鬼揞眼         | 攝影師阿Dee |
| 1983年 | 瘋血           | 偉明        |
| 1983年 | 帶劍的小孩     | 鄭忠        |
| 1984年 | 公僕           | 葉志傑      |
| 1984年 | 我為你狂       | 阿發        |
| 1986年 | 淑女也瘋狂     |             |
| 1987年 | 國父傳         | 宋教仁      |
| 1989年 | 獵鷹           | 蕭錦天      |
| 2015年 | 踏血尋梅       | 臧Sir前上司 |
| 2019年 | 墮落花         | 火叔        |
| 2023年 | 風再起時       | 南江父親    |

## 電視劇

### 佳藝電視
| 年份   | 劇名   | 角色 |
| 1976年 | 武則天 | 太子 |

### 無綫電視
| 年份   | 劇名                                                         | 角色                              |
| 1976年 | 少年十五二十時                                               | 小偷戴維（第20集）                |
| 1978年 | 的士司機                                                     | 張永恆                            |
| 1978年 | 1+1之怨婦                                                    | 髮型師Lowie                       |
| 1978年 | 奮鬥                                                         | 莫基                              |
| 1978年 | 第一次之寄                                                   | 大學生秋誠                        |
| 1978年 | 幻海奇情之代價                                               | 錢先生                            |
| 1979年 | 女人三十之奈何天 女人三十之變奏 女人三十之阿安、蘇珊娜、羅娜 | 阿陳 Victor Johnny / 宋公子宋志豪 |
| 1979年 | 貼錯門神                                                     | 段飛（第6集） 冷峻（第13集）      |
| 1979年 | 神龍五虎將                                                   | 老虎仔                            |
| 1979年 | 楚留香                                                       | 金元                              |
| 1980年 | 風雲                                                         | Gilbert                           |
| 1980年 | 龍仇鳳血                                                     | 景泰帝                            |
| 1980年 | 衝擊                                                         | John（第14集）                    |
| 1981年 | 情謎                                                         | 劉仲謙                            |
| 1981年 | 威水世家                                                     | Ken（第12集）                     |

### 麗的電視/亞洲電視
| 年份   | 劇名               | 角色         |
| 1977年 | 七武器之霸王鎗     |              |
| 1977年 | 電視人             | 辰星宣傳主任 |
| 1978年 | 追族               | 簡仕良       |
| 1985年 | 武俠董小宛         | 順治         |
| 1985年 | 廉政先鋒－怒海追尋 |              |
| 1986年 | 秦始皇             | 上官禮       |

### 香港電台單元劇
| 年份   | 劇名                   | 角色 |
| 1985年 | 獅子山下：東家唔打     |      |
| 2016年 | 獅子山下2016：海底飛塵 | 老茍 |

### 台灣電視台
| 年份   | 劇名                    | 角色 |
| 1986年 | 風雲人物                |      |
| 1988年 | 一江春水向東流 - 單元劇 |      |

## 綜藝節目
- 1979年：TVB《BANG BANG 咁嘅聲》（與賈思樂、陳玉蓮主持）

## 外部連結
- 艾迪的Facebook專頁
- YouTube上的艾迪 Eddie Chen頻道
- 艾迪在香港影庫上的簡介
- 艾迪在时光网上的簡介（简体中文）
- 艾迪在豆瓣上的资料（简体中文）
- 星光伴我心：影帝艾迪你在何方 （页面存档备份，存于）
- 蒸發二十年 金馬影帝艾迪有型再現
- 星動亞洲 尋訪艾迪 （页面存档备份，存于）
- 香港電台第一台廣播節目「守下留情」艾迪訪問（1），2022年5月18日
- 香港電台第一台廣播節目「守下留情」艾迪訪問（2），2022年5月25日
- 香港電台第一台廣播節目「守下留情」艾迪訪問（3），2022年6月1日
- 香港電台第一台廣播節目「守下留情」艾迪訪問（4），2022年6月8日
- 香港電台第一台廣播節目「守下留情」艾迪訪問（5），2022年6月15日